# Pseudoconizonia basalis
Pseudoconizonia basalis là một loài bọ cánh cứng trong họ Cerambycidae.